# Oldřichov v Hájích
Pour les articles homonymes, voir Oldřichov.
Oldřichov v Hájích (en allemand : Buschullersdorf ) est une commune du district et de la région de Liberec, en Tchéquie. Sa population s'élevait à 793 habitants en 2021.

## Géographie
Oldřichov v Hájích se trouve à 10 km au nord-nord-est de Liberec et à 98 km au nord-est de Prague.
La commune est limitée par Raspenava au nord, par Hejnice à l'est, par Mníšek au sud et au sud-ouest, et par Frýdlant au nord-ouest.

## Histoire
La première mention écrite de la localité date de 1381.

## Administration
La commune se compose de deux sections :
- Filipka
- Oldřichov v Hájích

## Transports
Par la route, Oldřichov v Hájích se trouve à 16 km de Liberec et à 125 km de Prague.